# Fabian Silber
Fabian Silber (* 4. Dezember 2007) ist ein österreichischer Fußballspieler.

## Karriere

### Verein
Silber begann seine Karriere bei der SU St. Martin. Zur Saison 2019/20 wechselte er zum FC Blau-Weiß Linz. Im Jänner 2021 wechselte er in die Jugend des SK Rapid Wien, bei dem er ab der Saison 2021/22 auch sämtliche Altersstufen in der Akademie durchlief.
Im Mai 2024 debütierte Silber für die Amateure der Rapidler in der Regionalliga. Mit Rapid II stieg er zu Saisonende in die 2. Liga auf. Sein Zweitligadebüt gab er anschließend im August 2024, als er am dritten Spieltag der Saison 2024/25 gegen den SC Austria Lustenau in der 83. Minute für Daris Djezic eingewechselt wurde.

### Nationalmannschaft
Silber spielte im November 2021 erstmals für eine österreichische Jugendnationalauswahl. Zwischen September und Oktober 2023 spielte er viermal im U-17-Team.